# Holothrix arachnoidea
Holothrix arachnoidea là một loài thực vật có hoa trong họ Lan. Loài này được (A.Rich.) Rchb.f. mô tả khoa học đầu tiên năm 1881.